# هيرا بيورك
هيرا بيورك فورهالسدوتير (النطق الأيسلندي:Hera Björk Þórhallsdóttir؛ من مواليد 29 مارس 1972) هي مغنية آيسلندية. اشتهرت بتمثيل أيسلندا في مسابقة الأغنية الأوروبية 2010 بأغنية "Je ne sais quoi"، حيث احتلت المركز التاسع عشر، وفي مهرجان فينيا ديل مار الدولي للأغنية 2013 بأغنية "لأنك تستطيع"، حيث فازت في فئة أفضل أغنية.
تم اختيارها من بين المتسابقين في مسابقة الغناء 2024، النهائي الوطني الأيسلندي لمسابقة الأغنية الأوروبية 2024، مع الأغنية "Scared of Heights". تأهلت للنهائي وفازت بالنسخة الإنجليزية التي مثلت بها أيسلندا في المسابقة للمرة الثانية، وفشلت في التأهل من نصف النهائي الأول في 7 مايو 2024، واحتلت المركز الخامس عشر. من أصل 15 برصيد 3 نقاط.